# Arhiducesa Renata de Austria
Arhiducesa Renata de Austria (2 ianuarie 1888 – 9 decembrie 1935) a fost fiica cea mare a Arhiducelui Karl Stephen de Austria și verișoara primară a regelui Alfonso al XIII-lea al Spaniei. Membră a ramurii Teschen a Casei de Habsburg-Lorena și Arhiducesă de Austria, Prințesă de Boemia, Ungaria și Toscana prin naștere, ea a renunțat la titlurile ei în 1909 după căsătoria cu prințul Jerome  Radziwill.

## Biografie
Ambii ei părinți erau rude apropiate ale împăratului Franz Joseph. Tatăl Renatei a fost nepot al arhiducelui Karl de Austria care a condus armata austriacă împotriva lui Napoleon Bonaparte. Tatăl ei era fratele reginei Maria Cristina a Spaniei. Mama Renatei a fost nepoata lui Leopold al II-lea, ultimul Mare Duce de Toscana. Tot pe linie maternă era strănepoata regelui Ferdinand al II-lea al Celor Două Sicilii.
Arhiducesa Renata a fost educată de profesori particulari; educația ei a avut un accent special pe limbi străine și a învățat germană, italiană, engleză și franceză iar din 1895 și poloneză.
Tatăl ei a urmat o carieră în marina austriacă și Renata a petrecut anii de formare în primul rând în Istria în portul din Adriatică Pula. Tatăl ei a fost foarte bogat și familia deținea o reședință de iarnă în insula Losinj din Marea Adriatică, un palat la Viena și în 1895 tatăl ei a moștenit de la Arhiducele Albert vaste proprietăți în Galiția. Din 1907 reședința familiei a fost în principal castelul Zywiec în Galiția de vest.

### Căsătorie

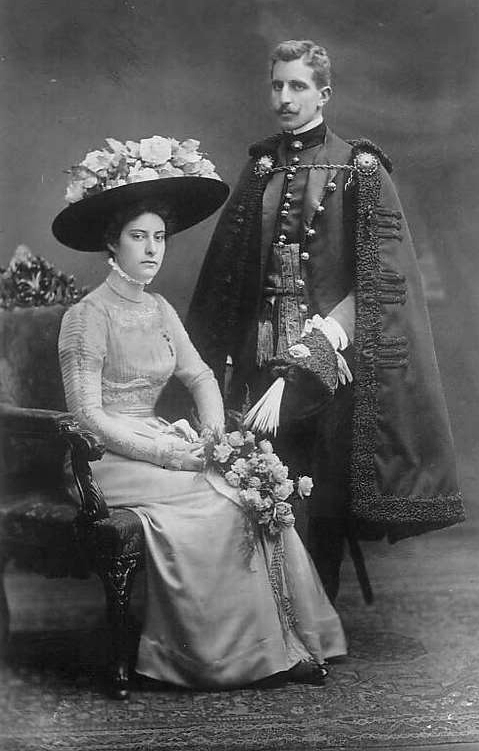
Arhiducesa Renata și soțul ei, Prințul Jerome Radziwill, 1909

Arhiducele Karl Stephen și-a centrat ambițiile în crearea unei filiale poloneze a casei de Habsburg. El i-a încurajat pe toți copiii lui să devină polonezi și arhiducesa Renata a sfârșit căsătorindu-se cu unul dintre cei mai bogați proprietari de terenuri din Polonia, prințul Jerome Radziwill. Logodna lor a fost anunțată în septembrie 1908. Radziwill era una dintre cele mai distinse familii din Polonia dar din moment ce el nu aparținea unei familii conducătoare Renata a trebuit să renunțe la toate titlurile sale. Ei au semnat un acord prenupțial de separarea a proprietăților. Nunta a avut loc la 15 ianuarie 1909, în capela de la castel Zywic.
Cuplul a avut șase copii și a trăit la castelul Balice, una dintre moșiile familiei Radziwill. Fiul ei cel mare, Dominic, s-a căsătorit cu Prințesa Eugénie a Greciei și Danemarcei în 1938. După înfrângerea și dizolvarea Imperiului austriac în urma Primului Război Mondial, destinul familiei sale a fost chiar mai strâns legat de Polonia. Arhiducesa Renata a trăit la Castelul Balice din Polonia, unde a murit la 16 mai 1935. Soțul ei i-a supraviețuit timp de zece ani și s-a recăsătorit. Spre sfârșitul celui de-Al Doilea Război Mondial prințul Jerome a fost capturat de trupele ruse și dus în spatele Cortinei de Fier. El a murit într-un lagăr de concentrare în mai 1945. Proprietățile Radziwill au fost toate pierdute.